# Liste des entraîneurs du FC Nantes

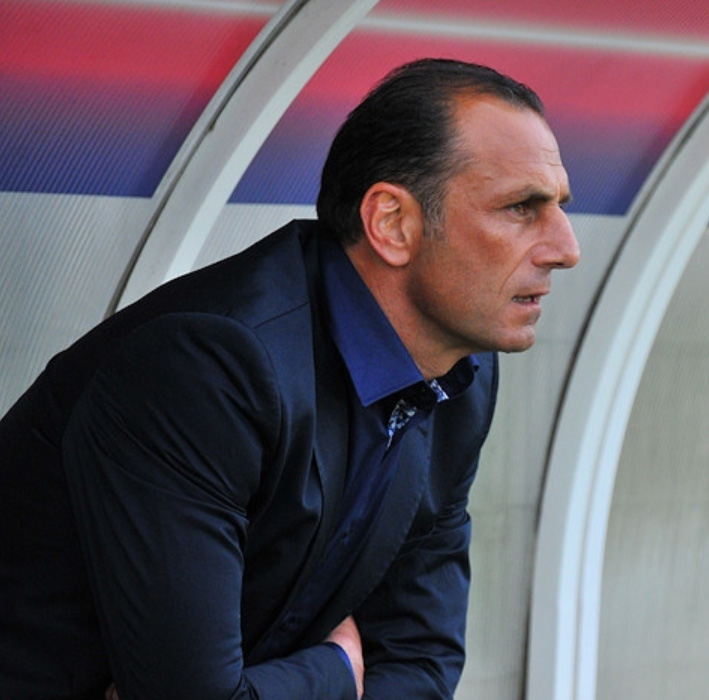
Michel Der Zakarian, entraîneur du FC Nantes du 12 février 2007 au 28 août 2008, puis du 1er juin 2012 jusqu'en 2016.

Cette liste recense les entraîneurs du Football Club de Nantes et leurs records et statistiques depuis la création du club en 1943.

## Entraîneurs

### Historique
Le FC Nantes a connu vingt entraîneurs différents, dont sept d'origine étrangère, à travers vingt-deux mandats successifs. Deux d'entre eux ont en effet dirigé l'équipe sous deux périodes différentes, Antoine Raab (1946-1949 comme entraîneur-joueur, puis 1955-1956) et Jean-Claude Suaudeau (1982-1988, 1991-1997). Par ailleurs, Stanislas Staho et Christian Larièpe n'ont entraîné l'équipe que par intérim, le premier en tant que capitaine, le second en tant que directeur sportif.

#### Nuic, Raab et Gorius: les entraîneurs-joueurs (1943-1949)
Le premier entraîneur du FC Nantes, à sa création en 1943, est Aimé Nuic, dans un rôle d'entraîneur-joueur pour cet ancien international français et joueur de l'Avia Club. Ses successeurs Antoine Raab et Antoine Gorius sont de même d'abord des joueurs nommés entraîneurs en 1946 et en 1949 par le président Saupin,.

#### Cinq entraîneurs en 10 ans, cinq nouveaux échecs (1951-1960)
Le premier entraîneur professionnel et à temps plein (et non entraîneur-joueur) est donc Émile Veinante, recruté en 1951 alors que les ambitions de montée en D1 du FC Nantes se font plus claires.

### Statistiques

#### Records et statistiques
L'entraîneur resté le plus longtemps à la tête du FC Nantes est José Arribas, de 1960 à 1976 soit seize saisons complètes. Jean-Claude Suaudeau, ensuite, a dirigé l'équipe pendant douze saisons complètes mais non consécutives (six ans puis six ans), auxquelles on peut ajouter la fin de saison 1981-1982 et la fin de saison 1990-1991. Jean Vincent a dirigé l'équipe pendant un peu moins de six saisons (1976-1982) en raison de son départ en cours d'année.

#### Tableau et statistiques
Le tableau suivant liste les différents techniciens ayant exercé comme entraîneur principal pendant au moins une rencontre de l'équipe première du FC Nantes. Sauf indication contraire, les périodes indiquées dans le tableau commencent et se terminent respectivement en début et fin de saison, c'est-à-dire généralement en juin. Les statistiques de chaque entraîneur prennent en compte les matchs disputés en compétition officielle, incluant les rencontres du championnat de France (Division 1/Ligue 1, Division 2/Ligue 2, barrages de montée en Division 1, matchs des champions en Division 2, et championnat National), des coupes nationales (Coupe de France, Trophée des champions, Coupe de la Ligue française de football, Coupe Charles Drago), et des coupes d'Europe (Coupe des Clubs Champions européens, Coupe d'Europe des Vainqueurs de Coupe, Coupe UEFA, Coupe Intertoto, et Coupe des Villes de Foires).
| Rang | Nat. | Nom                                  | Période                      | Durée | J   | G   | N  | P  | Bp | Bc | Diff. | %   |
| ---- | ---- | ------------------------------------ | ---------------------------- | ----- | --- | --- | -- | -- | -- | -- | ----- | --- |
| 1    |      | Aimé Nuic                            | 1943-1946                    |       |     |     |    |    |    |    |       |     |
| 2    |      | Antoine Raab                         | 1946-1949                    |       | 136 | 50  | 36 | 50 |    |    |       |     |
| 3    |      | Antoine Gorius                       | 1949-1951                    |       | 51  | 18  | 11 | 22 |    |    |       |     |
| 4    |      | Émile Veinante                       | 1951-1955                    |       | 147 | 64  | 30 | 53 |    |    |       |     |
| 5    |      | Antoine Raab                         | 1955-mai 1956                |       | 46  | 15  | 11 | 20 |    |    |       |     |
| 6    |      | Stanislas Staho                      | mai 1956                     |       | 1   | 0   | 0  | 1  | 0  | 2  | -2    | 0%  |
| 7    |      | Louis Dupal                          | 1956-1959                    |       | 131 | 43  | 33 | 55 |    |    |       |     |
| 8    |      | Karel Michlowski                     | 1959-1960                    |       | 35  | 15  | 9  | 14 |    |    |       |     |
| 9    |      | José Arribas                         | 1960-1976                    |       |     |     |    |    |    |    |       |     |
| 10   |      | Jean Vincent                         | 1976-mars 1982               |       | 273 | 159 | 55 | 59 |    |    |       |     |
| 11   |      | Jean-Claude Suaudeau                 | mars 1982-1988               |       |     |     |    |    |    |    |       |     |
| 12   |      | Miroslav Blažević                    | 1988-1991                    |       |     |     |    |    |    |    |       |     |
| 13   |      | Jean-Claude Suaudeau                 | 1991-1997                    |       |     |     |    |    |    |    |       |     |
| 14   |      | Raynald Denoueix                     | 1997-décembre 2001           |       |     |     |    |    |    |    |       |     |
| 15   |      | Ángel Marcos                         | décembre 2001- juin 2003     |       |     |     |    |    |    |    |       |     |
| 16   |      | Loïc Amisse                          | juin 2003-janvier 2005       |       |     |     |    |    |    |    |       |     |
| 17   |      | Serge Le Dizet                       | janvier 2005-septembre 2006  |       |     |     |    |    |    |    |       |     |
| 18   |      | Georges Eo                           | septembre 2006-février 2007  |       |     |     |    |    |    |    |       |     |
| 19   |      | Michel Der Zakarian & Japhet N'Doram | février 2007-mai 2007        |       |     |     |    |    |    |    |       |     |
| 20   |      | Michel Der Zakarian                  | 2007 -août 2008              |       | 61  | 25  | 18 | 18 |    |    |       |     |
| 21   |      | Christian Larièpe                    | août 2008-septembre 2008     |       |     |     |    |    |    |    |       |     |
| 22   |      | Élie Baup                            | septembre 2008-juin 2009     |       | 36  | 9   | 10 | 17 |    |    |       |     |
| 23   |      | Gernot Rohr                          | juin 2009-décembre 2009      |       | 18  | 6   | 6  | 6  |    |    |       |     |
| 24   |      | Jean-Marc Furlan                     | déc.2009-février 2010        |       | 9   | 2   | 1  | 6  |    |    |       |     |
| 25   |      | Baptiste Gentili                     | février 2010-mars 2011       |       | 45  | 15  | 15 | 15 |    |    |       |     |
| 26   |      | Philippe Anziani                     | mars 2011-mai 2011           |       | 12  | 4   | 3  | 5  |    |    |       |     |
| 27   |      | Landry Chauvin                       | 2011-2011                    |       |     |     |    |    |    |    |       |     |
| 28   |      | Michel Der Zakarian                  | 2012-2016                    |       | 171 | 65  | 47 | 59 |    |    |       |     |
| 29   |      | René Girard                          | mai 2016-décembre 2016       |       | 16  | 4   | 4  | 8  |    |    |       |     |
| 30   |      | Sergio Conceição                     | décembre 2016-2017           |       | 26  | 13  | 5  | 8  |    |    |       |     |
| 31   |      | Claudio Ranieri                      | 2017-2018                    |       | 40  | 14  | 10 | 16 |    |    |       |     |
| 32   |      | Miguel Cardoso                       | juin 2018 - octobre 2018     |       | 8   | 1   | 3  | 4  |    |    |       |     |
| 33   |      | Vahid Halilhodžić                    | octobre 2018 - août 2019     |       | 37  | 17  | 6  | 14 |    |    |       |     |
| 34   |      | Christian Gourcuff                   | août 2019 - décembre 2020    |       | 45  | 16  | 8  | 21 |    |    |       |     |
| 35   |      | Raymond Domenech                     | décembre 2020 - février 2021 |       | 8   | 0   | 4  | 4  |    |    |       |     |
| 36   |      | Antoine Kombouaré                    | février 2021 - mai 2023      |       | 109 | 42  | 28 | 39 |    |    |       |     |
| 37   |      | Pierre Aristouy                      | mai 2023 - novembre 2023     |       | 13  | 4   | 3  | 6  |    |    |       |     |
| 38   |      | Jocelyn Gourvennec                   | novembre 2023 - mars 2024    |       | 15  | 4   | 1  | 10 | 11 | 20 | -9    | 27% |
| 39   |      | Antoine Kombouaré                    | mars 2024 -                  |       | 6   | 2   | 2  | 2  | 5  | 8  | -3    |     |

## Assistants

### Entraîneurs adjoints
| Années                          | Adjoints                                 | Nationalité |
| 1988-2003                       | Georges Eo                               |             |
| 2003-janvier 2005               | David Marraud                            |             |
| janvier 2005-septembre 2006     | Georges Eo                               |             |
| septembre 2006-février 2007     | Michel Der Zakarian                      | -           |
| février 2007-mai 2007           | Aucun                                    |             |
| 2007-août 2008                  | Baptiste Gentili                         |             |
| 26 août-4 septembre 2008        | Vincent Rautureau                        |             |
| 4 septembre 2008-juin 2009      | Vincent Rautureau et Jean-Charles Ménard |             |
| 9 juin 2009-3 décembre 2009     | Vincent Rautureau                        |             |
| 3 décembre 2009-22 février 2010 | Vincent Bracigliano                      |             |
| 22 février 2010-6 mars 2011     | Philippe Anziani                         |             |
| 6 mars 2011-2011                | Stéphane Ziani                           |             |
| juin 2011-...                   | Bruno Baronchelli                        |             |

### Entraîneurs des gardiens
- Christophe Lollichon (1986-1996)
- Jean-Louis Garcia (1994-1998)
- David Marraud (1998-2006)
- Georges Gacon (?)
- Fabrice Grange (2008 - septembre 2013)
- Willy Grondin (2010-aujourd'hui)

### Directeur sportif
- Robert Budzinski (1970 - 8 octobre 2005)
- Guy Hillion (depuis 2010)

### Coordinateur sportif
- Christian Larièpe (depuis 2007)

### Conseiller du président
- Claude Simonet (1972-1984)

### Conseiller sportif
- Xavier Gravelaine (2007)

### Recruteur
- Guy Hillion (1999-)
- Krzysztof Frankowski (2009-)
- Alain Merchadier (2009-)
- Bernard Blanchet (2009-)

### Directeur de la formation
- François Blaquart (1978-1979)
- Christian Larièpe (depuis 2009)
- Samuel Fenillat (depuis 2010)

### Directeur technique
- Stéphane Ziani (depuis 2011)

### Entraîneur des jeunes
- Christophe Lollichon (1985-1986)
- Raynald Denoueix (1991-1997)
- Denis Renaud (1994-1996)
- Serge Le Dizet (1998-2002)
- Laurent Guyot (depuis 2004)

### Préparateur physique
- Cyril Moine (1996-1998)
- Xavier Bernain (2004-2007)
- Georges Gacon (2008-2009)
- Stéphane Wiertelak (2011-aujourd'hui)

### Médecin
- Fabrice Bryand (1987-2008)

### Staff
- Loïc Amisse (1991-2003)
- Emmanuel Pascal (assistant technique) (décembre 2009 - mars 2010)